# Guerra nel Pakistan nord-occidentale
La guerra nel Pakistan nord-occidentale, nota anche come la guerra del Waziristan, è un conflitto armato in corso dal 2004 tra lo Stato del Pakistan e una gran varietà di gruppi armati militanti.
Le formazioni militanti appartengono al fondamentalismo islamico, tra cui Tehrik-i-Taliban Pakistan, al-Qaida, Lashkar-e-Jhangvi, Lashkar-e-Islam, Jamaat-ul-Ahrar e Tehreek-e-Nafaz-e-Shariat-e-Mohammadi; il conflitto si concentra principalmente nelle regioni del Khyber Pakhtunkhwa e delle Aree Tribali di Amministrazione Federale al confine tra Pakistan e Afghanistan, benché attacchi e attentati terroristici abbiano interessato anche altre località del Pakistan.
Il conflitto è considerato parte della "guerra al terrorismo" intrapresa dagli Stati Uniti d'America e dai paesi alleati contro i gruppi legati al fondamentalismo islamico.